# Spies Of Life
Spies Of Life (en español: Espías de la Vida) es el cuarto álbum de estudio del grupo estadounidense de rock Player, publicado en 1981 al cambiar una vez más de compañía discográfica con RCA Records y fue el único disco sin su integrante Ronn Moss, quien abandonó la agrupación luego de la salida al mercado del anterior álbum de estudio Room With A View. A mediados de 1981, Peter y Friesen dieron lugar a los músicos Miles Joseph y Rusty Buchanan para que entraran a formar parte de la banda. A estas alturas la banda comienza a descartar el sonido disco y el pop, reemplazándolo por un sonido mucho más duro como el hard rock y el adult oriented rock, sin embargo el resultado fue un fracaso puesto que el álbum no obtuvo un buen número en ventas y no logró entrar en ninguna lista.   
El sencillo principal del álbum es If Looks Could Kill grabado en Estados Unidos pero no logró posiciones elevadas en las listas, alcanzó el puesto número 48 en el Billboard Hot 100 a principios de 1982. El disco representa los estilos AOR, Adult Contemporary, Pop rock y Soft rock, algunas canciones fueron escritas por Beckett, y está bajo la producción de Lambert y Brian Potter. J.C. Crowley apareció en este disco pero como coescritor en la canción I'd Rather Be Gone.
Existen tres versiones remasterizadas del álbum, la primera fue publicada en 2000 para Francia en formato CD, la segunda en 2011 para Corea del Sur y la otra en 2012 en Japón.

## Lista de canciones
- Todas las canciones fueron compuestas por Peter Beckett, excepto las indicadas.

Cara A
1. If Looks Could Kill – 3:36
2. Some Things Are Better Left Unsaid – 3:19
3. Thank You For The Use Of Your Love – 3:57
4. It Only Hurts When I Breathe – 3:32
5. My Mind´s Made Up – 3:59

Cara B
1. I'd Rather Be Gone (Lambert, Crowley) – 2:54
2. Take Me Back – 3:47
3. My Survival – 4:35
4. Born To Be With You – 3:46
5. In Like Flynn – 2:50

## Personal
Músicos
- Peter Beckett (voz, guitarra)
- John Friesen (batería)
- Miles Joseph (voz, guitarra)
- Rusty Buchanan (teclados)

Producción
- Producido por Dennis Lambert
- Remasterizado por Jay Lewis
- Grabrado por Jay Lewis

## Historial de lanzamiento
| Álbum de estudio | Discográfica | País     | Fecha de lanzamiento  |
| Spies Of Life    | RCA Records  | Alemania | 14 de enero de 1982   |
| Spies Of Life    | RCA Records  | España   | 20 de abril de 1982   |
| Spies Of Life    | RCA Records  | Japón    | 11 de febrero de 2012 |